# Billy Jones (zanger, 1889)
Billy Jones, geboren als William Reese Jones (New York, 15 maart 1889 – aldaar, 23 november 1940) was een Amerikaanse tenor, die in de jaren 1920 en 1930 opnam en bekendheid verwierf als radioster in het radioprogramma The Happiness Boys.

## Biografie
Jones werkte voor zijn opnamedebuut in 1918 in beroepen als mijnbouw, bankwezen en smederij. Hij nam op met de Cleartone Four, het Crescent Trio, het Harmonizers Quartet en het Premier Quartet en hij speelde onder verschillende namen (Harry Blake, Billy Clarke, Lester George, Duncan Jones, Reese Jones, John Kelley, Dennis O'Malley, William Rees, Victor Roberts, Billy West, William West en Carlton Williams).
Nadat hij in 1919 Ernie Hare ontmoette, werkten ze samen in 1920, totdat Brunswick-kaderlid Gus Haenschen hen een begeleiding liet zingen op een opname van Brunswick Records. Ze maakten samen talloze opnames voor Brunswick Records, Edison Records en andere bedrijven.
Ze begonnen bij de radio op 18 oktober 1921 bij WJZ (Newark). Gesponsord door de keten van Happiness Candy-winkels, waren ze te horen bij het Happiness Boys-programma vanaf 22 augustus 1923 op WEAF in New York en verhuisden ze naar NBC voor een proef van 1926 tot 1929. Als The Happiness Boys zongen ze populaire deuntjes, meestal lichte kost en komische liedjes en maakten ze grapjes met elkaar tussen de cijfers door. Tegen 1928 waren ze de best betaalde zangers op de radio en verdienden ze $ 1.250 per week. De samenwerking eindigde met de dood van Hare op 9 maart 1939. Jones bleef optreden, samen met de 16-jarige dochter van Hare, Marilyn Hare, in 1939-40. 
Een van de hits van Jones was: The grass is always greener in the other fellow's yard, dat het themalied werd van de Big Brother Bob Emery, een kinderprogramma, eerst op radio, daarna op tv in New York en Boston tijdens de jaren 1940 en 1950.

## Overlijden
Billy Jones overleed in november 1940 op 51-jarige leeftijd en werd bijgezet op het Woodlawn Cemetery in The Bronx.